# KO-biträde
KO-biträde är beteckningen på Konsumentombudsmannen då han biträder konsument i tvistemål med näringsidkare vid domstol eller Kronofogdemyndigheten.
Sådant biträde kan ske om tvisten är av betydelse för rättstillämpningen eller om det annars finns ett allmänt konsumentintresse av att tvisten prövas. Bestämmelserna om tvistemål om mindre värden (så kallade "småmål") ska då inte tillämpas.
Om konsumenten enligt bestämmelserna i 18 kap. rättegångsbalken (1942:740) är skyldig att ersätta näringsidkaren dennes rättegångskostnader skall staten i stället för konsumenten betala dessa kostnader. Konsumenten får rättsskydd enligt rättshjälpslagen (1996:1619) men kostnaderna för dessa förmåner skall stanna på staten.